# Hunteburg

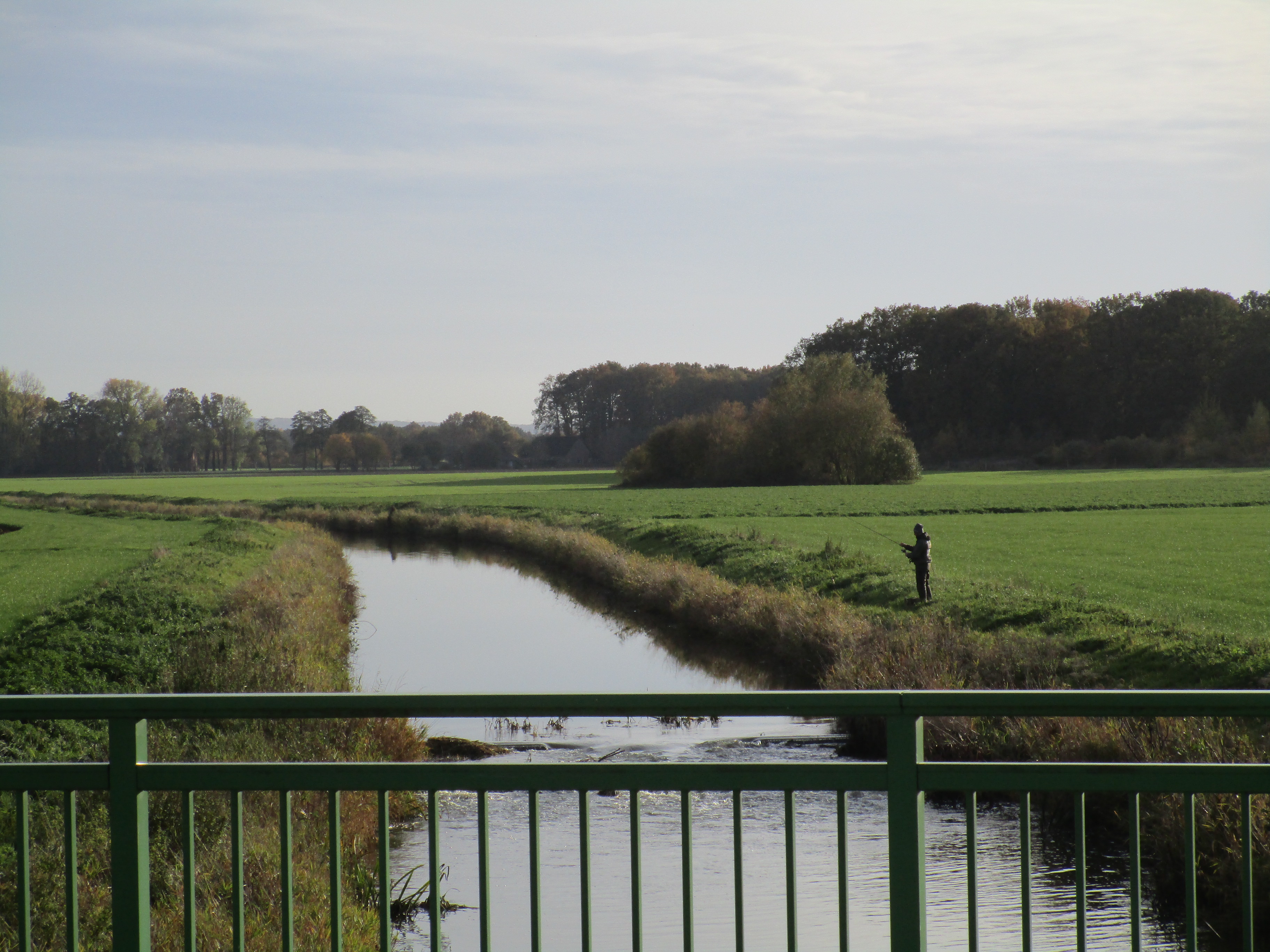
Die Hunte durchfließt das Dorf, das von diesem Fluss den Namen erhielt

Hunteburg ist eine Ortschaft in Niedersachsen mit knapp 4000 Einwohnern. Sie gehört zur Gemeinde Bohmte im Landkreis Osnabrück und besteht aus den drei Ortsteilen Schwege, Welplage und Meyerhöfen, die bis zur Gebietsreform am 1. Juli 1972 die Samtgemeinde Hunteburg bildeten.

## Geografie und Klima
Hunteburg liegt südlich des zweitgrößten niedersächsischen Binnensees Dümmer und nördlich des Wiehengebirges in einer von Hoch- und Niedermooren und der Hunteaue geprägten Landschaft. Östlich von Hunteburg ist die Grenze zu Nordrhein-Westfalen. Die Hunte fließt aus dem Wiehengebirge kommend durch Hunteburg in den Dümmer und weiter bis in die Weser. Mit Jahresniederschlägen von 650 bis 700 und einer mittleren Jahreslufttemperatur von 8,4 Grad Celsius gehört Hunteburg zur maritim-subkontinental beeinflussten Klimaregion des norddeutschen Flachlandes.

## Geschichte

### Mittelalter

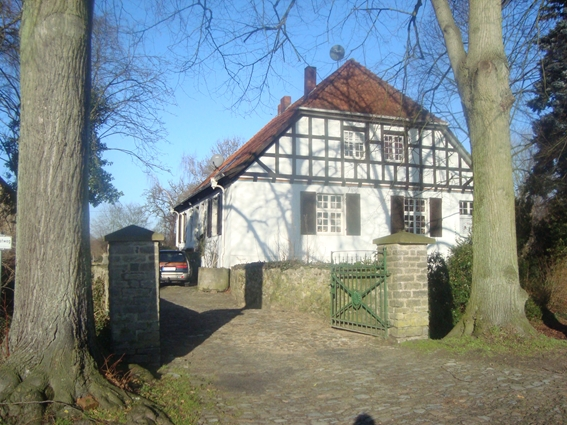
Brücke am Amtshaus

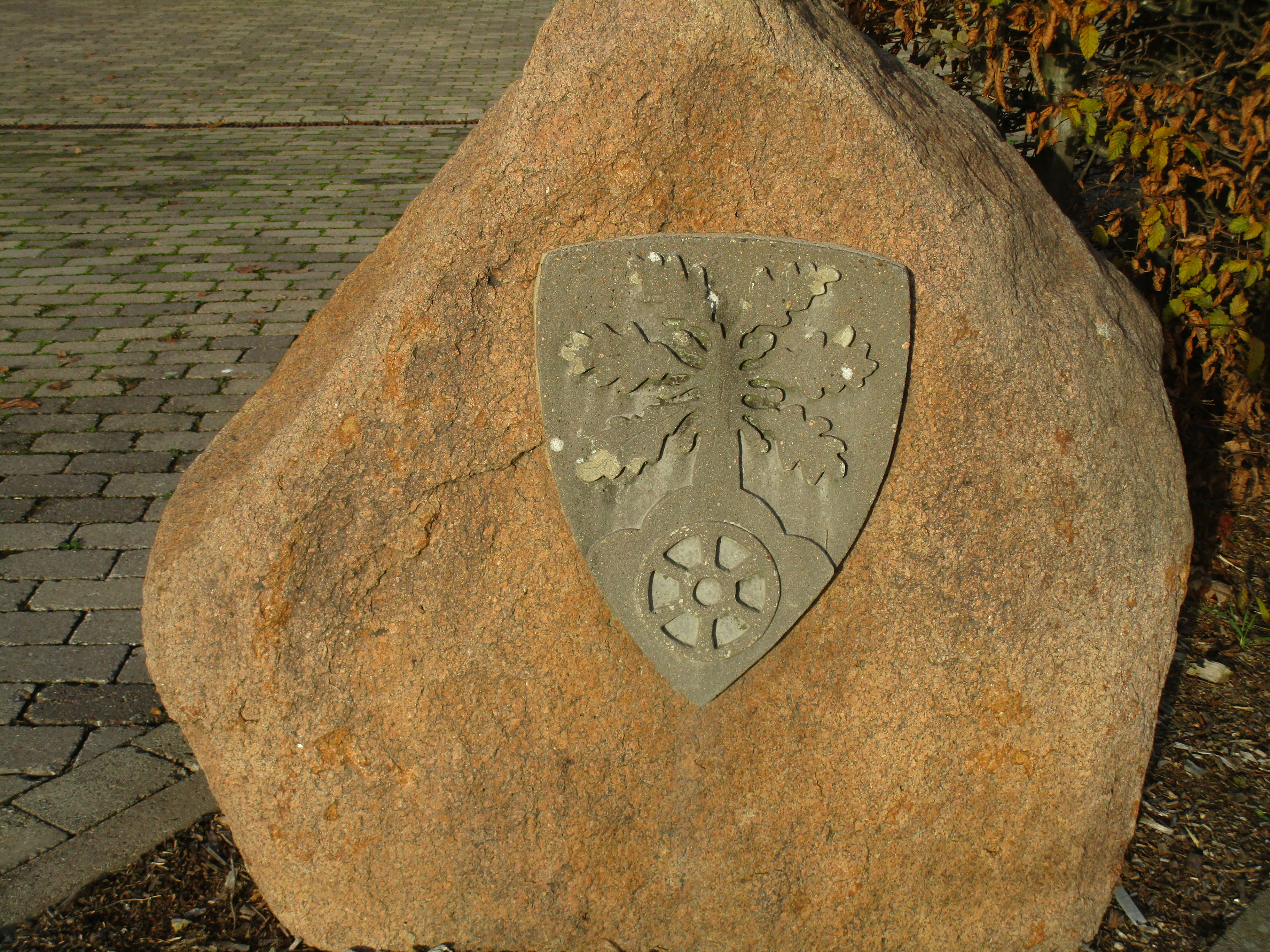
Stein mit Wappen am Haus der Feuerwehr

1248 wurde erstmals das Rittergeschlecht von Schwege erwähnt, das auf einem gleichnamigen Gut seinen Stammsitz hatte. Die erste urkundliche Erwähnung Welplages geht auf das Jahr 1306 zurück. Hunteburg wird erstmals in einer Urkunde aus dem Jahr 1324 erwähnt, in der der Ritter Friedrich von Schwege dem Osnabrücker Bischof Gottfried Graf von Arnsberg Grundstücke für die Hunteburg übereignet. Die Burg Hunteburg gehörte zu einer Reihe von Stiftsburgen, mit denen die Osnabrücker Bischöfe zwischen 1250 und 1370 die Grenze des Hochstifts Osnabrück sicherten. Über die Anlage der Hunteburg ist nur wenig bekannt. Als sicher gilt, dass sie aus einem steinernen Haus bestand, das von einer hölzernen Umfriedung und einem von der Hunte gespeisten Grabensystem umgeben war. Noch heute erhalten ist eine steinerne Bogenbrücke aus dem Jahr 1424, die als das älteste Bauwerk in Hunteburg gilt. 1378 wurde das Amt Hunteburg eingerichtet, zu dem die heutigen Gemeinden Bohmte und Ostercappeln gehörten. Ende des 14. Jahrhunderts gründete Bischof Friedrich von Horn eine Kapelle, in der ab 1402 ein Priester aus Ostercappeln die Messe las. 1492 erhielt Hunteburg eine eigene Pfarrei. Kurz darauf wurde eine den Heiligen Drei Königen geweihte frühgotische Holzkirche errichtet. Gegen Ende des 16. Jahrhunderts verfiel die Hunteburg, die 1618 ganz niedergerissen wurde.

### Reformation und Dreißigjähriger Krieg
In einem Bericht über die Kirchenvisitation im Jahr 1624 heißt es, dass Pastor Klinghammer in der Kirche simultane Gottesdienste für beide Konfessionen hält. 1633 wurde die Kirche von schwedischen Truppen in Brand gesteckt. Gemäß den Bestimmungen des Westfälischen Friedensvertrags und den Beschlüssen auf dem Exekutionstag zu Nürnberg von 1650 wurde den Menschen im Hochstift Osnabrück mit der Immerwährenden Kapitulation (Capitulatio perpetua osnabrugensis) die freie Religionsausübung zugesichert. Die Hunteburger Kirche wurde der katholischen Gemeinde zugesprochen und beiden Konfessionen zur Nutzung überlassen. Das Simultanverhältnis ging auch auf die 1688 errichtete Kirche über. Die evangelischen Christen nutzten die Kirche jedoch nicht, sondern besuchten Gottesdienste in Dielingen und Venne.

### 18. und 19. Jahrhundert
1725 wurde auf den Fundamenten der Hunteburg ein neues Amtshaus errichtet. 1776 entstand in Meyerhöfen eine Schule für die evangelischen Kinder. Während der Napoleonischen Kriege wechselte Hunteburg zu Beginn des 19. Jahrhunderts mehrmals die Landeszugehörigkeit. 1803 wurde das Hochstift verweltlicht und zum Fürstentum Osnabrück erklärt. 1806 kam Hunteburg zum Königreich Preußen, 1807 zum Königreich Westphalen, 1811 fiel es an das Kaiserreich Frankreich und 1815 wurde es auf dem Wiener Kongress dem neu entstandenen Königreich Hannover zugeschlagen. Das Amt Hunteburg wurde mit dem Amt Wittlage zusammengeschlossen. Von 1852 bis 1859 wurden die beiden Ämter noch einmal für einige Jahre getrennt. 1866 fiel Hunteburg mit dem Königreich Hannover an Preußen. Seit 1885 bildeten die beiden ehemaligen Ämter Wittlage und Hunteburg den Landkreis Wittlage.
1815 gründeten Protestanten aus Welplage und Schwege eine evangelisch-lutherische Kirchengemeinde. Am 15. April desselben Jahres wurde in der Matthäuskirche der erste evangelisch-lutherische Gottesdienst in Hunteburg gefeiert.
Heinrich Daniel Andreas Sonne berichtet in seinem 1834 erschienenem Werk „Beschreibung des Königreichs Hannover“, Hunteburg habe 38 Häuser mit 313 Einwohnern und „Hier ist viele Armuth“.

### 20. Jahrhundert
Seit Beginn des 20. Jahrhunderts wird in Hunteburg industriell Torf abgebaut. Die 1909 gegründete Hannoversche Kolonisations- und Moorverwertungs-Aktiengesellschaft (Hakumag) errichtete im Schwegermoor ein Kraftwerk mit einer elektrischen Leistung von 2,6 Megawatt. Aus dem Torf sollte durch Verschwelung schwefelsaures Ammoniak als Stickstoffdünger gewonnen werden. Das dabei anfallende Methangas wurde zur Stromerzeugung genutzt. 1911 eröffnete die Hakumag das Werk. Da die angelieferten Torfmengen wegen des zu langen Trocknungsprozesses nicht ausreichten, wurde das Kraftwerk schon im Jahr 1913 stillgelegt. In den folgenden Jahren beschränkte sich die Hakumag auf den Verkauf von Weiß- und Schwarztorf. In den 20er und 30er Jahren wurden im Moor Saisonarbeiter unter anderem aus Holland und der Slowakei beschäftigt. Während des Zweiten Weltkrieges setzte die Hakumag Zwangsarbeiter, darunter Kriegsgefangene aus Polen und der damaligen Sowjetunion ein.
Das Werk bescherte dem Ort einen wirtschaftlichen Aufschwung. Für die Arbeiter errichtete die Hakumag die Schwegermoorsiedlung. Mit der Verlängerung der Trasse der Wittlager Kreisbahn von Bohmte nach Damme erhielt Hunteburg 1914 einen Anschluss an das Eisenbahnnetz. 1971 fuhr der letzte Personenzug auf der Strecke, 2004 wurde auch der Güterverkehr eingestellt.
1928 wurde in Welplage ein neues Schulgebäude für Kinder aus Welplage und Schwege errichtet, in dem je eine katholische und eine evangelische Schule untergebracht waren. In den 60er, 70er und 90er Jahren wurde die Schule mehrmals erweitert. 1972 schlossen sich die beiden Konfessionsschulen zu einer Schule für Kinder aller Bekenntnisse zusammen.
Bei der allgemeinen Gebietsreform wurde zum 1. Juli 1972 die Samtgemeinde Hunteburg aufgelöst und ihre drei Mitgliedsgemeinden Schwege, Welplage und Meyerhöfen in die Gemeinde Bohmte eingegliedert.

## Ortsrat
Der Ortsrat, der den Ortsteil Hunteburg vertritt, setzt sich aus neun Mitgliedern zusammen. Die Ratsmitglieder werden durch eine Kommunalwahl für jeweils fünf Jahre gewählt. Die aktuelle Amtszeit begann am 1. November 2021 und endet am 31. Oktober 2026.

Bei der Kommunalwahl 2021 ergab sich folgende Sitzverteilung:
| Ortsrat 2021Insgesamt 9 Sitze - SPD: 3 - Grüne: 1 - CDU: 5 |

## Kirchen
In Hunteburg steht die evangelisch-lutherische Matthäuskirche aus dem Jahr 1815. Im Jahre 2009 wurde durch die evangelisch-lutherische Kirchengemeinde die St. Matthäus Stiftung gegründet.
Die katholische Kirche „Heilige Dreifaltigkeit“ von 1668 wurde 1950 erweitert. Sie liegt neben dem katholischen Friedhof. Die sogenannte Alte Kirche wurde nach dem Zweiten Weltkrieg um einen Anbau erweitert, die Steine dafür wurden von Mitgliedern der Kirchengemeinde im Hollager Steinbruch selbst gebrochen. 1998 erfolgte eine Renovierung des Kirchengebäudes. Für den neu gestalteten Altarraum in der Alten Kirche sind dabei Materialien verwendet worden, die das Leben der Region geprägt haben: Holzverarbeitung und Torfabbau. Die Orgel in der großen Pfarrkirche wurde in Hunteburg erstmals 1999 gespielt. Sie wurde 1867 erbaut und stand bis 1995 in Glasgow.

## Wirtschaft

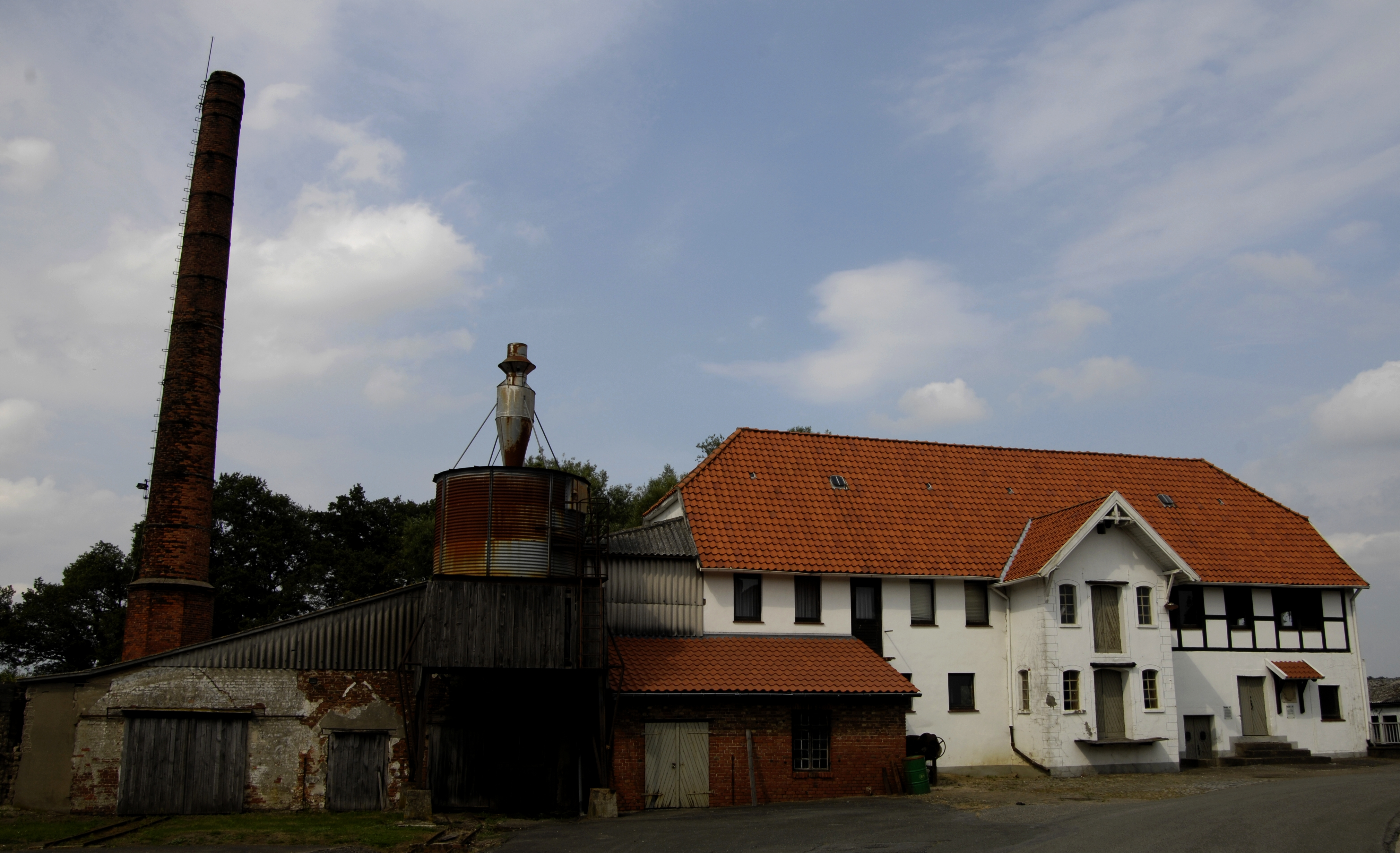
Ehemalige Ölmühle

### Industrie und Handwerk
Größtes Unternehmen ist die Hans-Jürgen Keil Anlagenbau GmbH & Co. KG. Die 1971 von Hans-Jürgen Keil gegründete Firma produziert mit rund 130 Mitarbeitern Maschinen und Anlagen für feste und flüssige, wassergefährdende und brennbare Stoffe. Weitere wichtige Arbeitgeber sind die Firma Heinrich Düvel GmbH & Co. KG mit über 50 Mitarbeitern (Tischlerei, Zimmerei, Ladenbau, Palettenbau) sowie die Schwegermoor GmbH (Herstellung von Blumenerde und Substraten).

### Landwirtschaft
In Hunteburg bewirtschaften rund 50 landwirtschaftliche Betriebe etwa 3.200 Hektar. Ein Drittel dieser Fläche wird als Grünland genutzt. Auf den Ackerflächen werden vor allem Getreide (Weizen und Gerste), Feldfutter (Silomais), Raps und Energiepflanzen (Mais und Sonnenblumen) angebaut. Die Qualität der Böden weist mit 16 bis 67 Bodenpunkten große Unterschiede auf. Die durchschnittlichen Hektarerträge liegen für Weizen zwischen 70 und 85 dt, Gerste zwischen 60 und 75 dt, Raps bei rund 40 dt und Mais bei rund 42 dt. Ein großer Teil der Ernte wird in den eigenen Betrieben als Futter verwendet. Insgesamt werden rund 6.000 Rinder und 10.000 Schweine gehalten. Die Deutsche Frühstücksei GmbH & Co. KG, Neuenkirchen-Vörden, betreibt in Hunteburg drei Farmen, auf denen insgesamt rund eine Mio. Legehennen gehalten werden. Im Ort gibt es einen genossenschaftlichen und einen privaten Landhandel, drei Landmaschinenhändler und ein landwirtschaftliches Lohnunternehmen. In zwei Biogasanlagen wird aus Schweine- und Rindergülle sowie nachwachsenden Rohstoffen Strom und Wärme erzeugt.
In Hunteburg besteht ein von der Gesellschaft zur Erhaltung alter und gefährdeter Haustierrassen (GEH) anerkannter Arche-Hof mit gefährdeten historischen Haustierrassen wie Deutsches Schwarzbuntes Niederungsrind, Rotbuntes Niederungsrind, Buntes Bentheimer Schwein, Thüringer Waldziege, Rauhwolliges Pommersches Landschaf und Wolfsspitz.

## Bildung und Soziales
In Hunteburg gibt es einen evangelischen und einen katholischen Kindergarten. Die Grund- und Hauptschule ist nach Wilhelm Busch benannt. Er kam zwischen 1894 und 1898 zu mehreren längeren Aufenthalten nach Hunteburg, wo sein Neffe als evangelischer Pastor amtierte. Im Pfarrhaus von Hunteburg soll er – so erzählt man – Anregungen für Die fromme Helene gewonnen haben. In Wirklichkeit erschien diese Bildergeschichte schon 1872.
Zwei Altenpflegeheime bieten Wohnen für alte Menschen. Es gibt zwei Arztpraxen für Allgemeinmedizin, eine Zahnarztpraxis, eine Praxis für Physiotherapie, eine Praxis für Ergotherapie und eine Apotheke. Das nächstgelegene Krankenhaus befindet sich in Damme (11 Kilometer entfernt).

## Vereine
- Alttraktorenfreunde Hunteburg
- DRK, Ortsverein Hunteburg
- Hegering Hunteburg
- Heimatverein Hunteburg
- Heimkehrerverband Hunteburg
- Hunteburger Kolping Open-Air Festival e. V.
- Hunteburger Sportverein
- Jagdgenossenschaft Schwege
- Jagdgenossenschaft Welplage
- Kaninchenzuchtverein J 71 Hunteburg u. Umgebung
- Karbid-Böllerverein
- Kindergartenförderverein e. V.
- Kolpingsfamilie Hunteburg
- Kolpingkapelle Hunteburg
- Kriegerkameradschaft Hunteburg e. V.
- Malteser Hilfsdienst e. V., Ortsgruppe Hunteburg
- Männergesangverein 1898 Hunteburg
- Niedersächsisches Landvolk, Ortsverband Hunteburg
- Niedersächsisch-Westfälische Anglervereinigung, Ortsgruppe Hunteburg
- Ökumenische Jugend Hunteburg
- Posaunenchor der ev.-luth. Kirchengemeinde Hunteburg
- Sozialverband Reichsbund e. V., Ortsgruppe Hunteburg
- Reit- und Fahrverein Hunteburg e. V.
- Schützenverein Hunteburg e. V.
- Theatergruppe Hunteburg e. V.
- Werbegemeinschaft Hunteburg e. V.

## Regelmäßige Veranstaltungen
- Hunteburger Open-Air Festival am Tag vor Christi Himmelfahrt
- Schützenfest in Hunteburg am 4. Wochenende im Juli
- Norddeutscher Ponymarkt in Hunteburg am 2. Wochenende im Oktober
- Hunteburger Oktoberfest am 3. Wochenende im Oktober
- Weihnachtsmarkt in Hunteburg am 3. Advent
- Stiftungsfest der evangelisch-lutherischen St. Matthäus Gemeinde
- Hunteburger Sportwerbetage mit dem traditionellen Hunteburger Fünfkampf
- Pfarrfest der katholischen Kirchengemeinde

## Söhne und Töchter Hunteburgs
- Franz Schmedt (1932–2022), langjähriger Chefredakteur der Neuen Osnabrücker Zeitung
- Bert Strebe (* 1958), Schriftsteller, Lyriker und Journalist